# پاوو رانگدا
پاوو رانگدا (انگلیسی: Paweł Rańda؛ زادهٔ ۲۰ مارس ۱۹۷۹) قایقران روئینگ اهل لهستان است.